# Chó Mastiff Abruzzi
Chó Mastiff Abruzzi, (tiếng Anh: Abruzzese Mastiff, tiếng Ý: Mastino Abruzzese, đôi khi còn được gọi là Pastore abruzzese và một cái tên khác cũng được sử dụng là "cane da Pecora" trong vùng Abruzzi) là một gióng chó có liên quan nhưng khác biệt với Chó Maremmano-Abruzzese (thường được gọi là Chó chăn cừu Maremma ở Hoa Kỳ) có nguồn gốc từ vùng Abruzzi của Ý. Mastru Abruzzese đại diện cho chủng chó Abruzzese ban đầu và có đặc trưng bởi kích thước lớn hơn của nó, một số con chó đực được thuật lại có trọng lượng trên 100 kg (220 lb). Một số những con chó này đã được sử dụng thành công làm chó bảo vệ vật nuôi ở Hoa Kỳ và Na Uy, nơi cho biết giống chó này có hiệu quả trong việc ngăn chặn gấu ăn thịt. Mastini được sử dụng theo đàn từ 4 đến 10 con và tùy thuộc vào kích thước của đàn.

## Chó kiểu Marsicano
Loại chó này có đầu to tương tự như đầu của một con sư tử. Thân hình của giống chó này mạnh mẽ, ngực sâu nhưng chúng có kích thước không quá lớn với chiều cao từ 70 đến 75 cm và trọng lượng trong khoảng từ 40 đến 60 kg. Giống chó này thường có vết cắn dạng kéo. Những con chó Mastiff Abruzzi được nuôi chủ yếu ở vùng Marsica, một trong số ít những nơi ở Ý, nơi mà gấu nâu (Ursus arctos) vẫn có thể được nhìn thấy.